# Cyfry arabskie

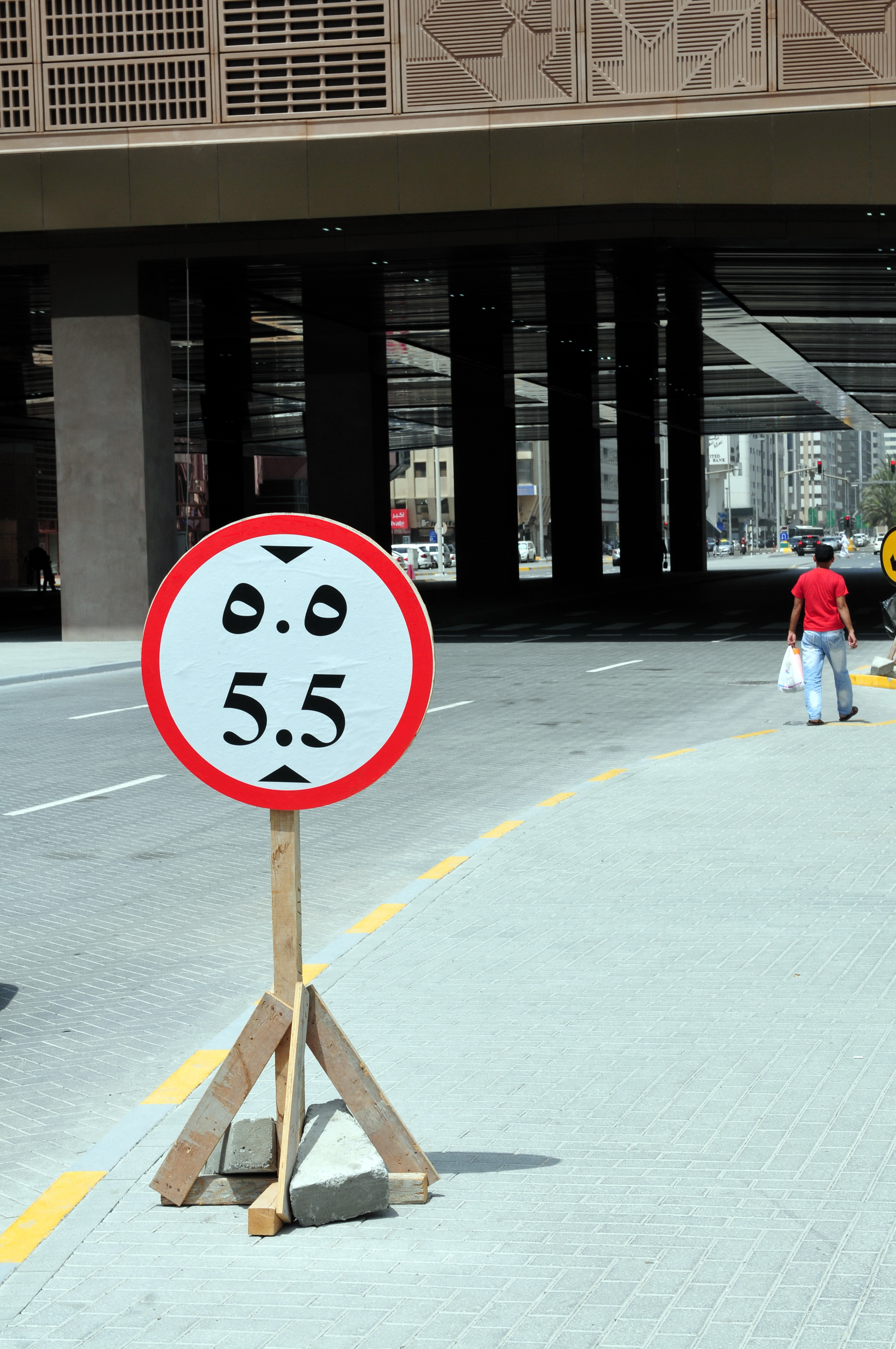
Arabskie i europejskie cyfry na znaku drogowym w Abu Zabi

Cyfry arabskie, właściwie europeizowane cyfry hinduskie – cyfry stosowane obecnie powszechnie na całym świecie do zapisywania liczb. Są to kolejno znaki: 0, 1, 2, 3, 4, 5, 6, 7, 8 oraz 9 i pierwotnie służyły do zapisu liczb w systemie dziesiętnym. Obecnie wykorzystywane również w pozostałych systemach (na przykład w szesnastkowym, przy czym cyfry większe od 9 symbolizowane są kolejnymi literami alfabetu łacińskiego).
Cyfry i dziesiętny system pozycyjny pochodzą z Indii, które około VII wieku najechali Arabowie. Uczeni arabscy wraz z poznaniem sanskrytu uzyskali dostęp do tej wiedzy. Cyfry weszły do powszechnego użytku, a ich propagatorem był perski matematyk Muhammad ibn Musa al-Chuwarizmi, który zastosował je do badań nad algebrą i trygonometrią. W średniowieczu cyfry arabskie z systemem dziesiętnym rozprzestrzenili na zachód Arabowie (stąd ich przyjęta w Europie nazwa), a ich propagatorem w Europie był włoski matematyk Fibonacci.
W systemie dziesiętnym wartość cyfry zależy od jej miejsca w szeregu. Zaczynając od prawej strony, pierwsze miejsce zajmują jednostki i przesuwając się w lewo, drugie miejsce zajmują dziesiątki, trzecie setki itd. Dodatkowo wprowadzono do niego wartość zerową, której nie było w poprzednich systemach.
Cyfry współcześnie używane w krajach arabskich znacznie różnią się od nam znanych, dostosowanych do alfabetu łacińskiego, współczesnych cyfr arabskich i są to, kolejno, znaki: ‏٠ ١ ٢ ٣ ٤ ٥ ٦ ٧ ٨ ٩‎. Liczby za pomocą tych cyfr zapisywane są tak samo jak w systemie europejskim – czyli jedności po prawej.

## Etniczne warianty dziesiętnych cyfr arabsko-indyjskich
| standardowe europejskie | 0 | 1 | 2 | 3 | 4 | 5 | 6 | 7 | 8 | 9 |
| arabskie                | ٠ | ١ | ٢ | ٣ | ٤ | ٥ | ٦ | ٧ | ٨ | ٩ |
| wschodnio-arabskie      | ۰ | ۱ | ۲ | ۳ | ۴ | ۵ | ۶ | ۷ | ۸ | ۹ |
| dewanagari              | ० | १ | २ | ३ | ४ | ५ | ६ | ७ | ८ | ९ |
| bengalskie              | ০ | ১ | ২ | ৩ | ৪ | ৫ | ৬ | ৭ | ৮ | ৯ |
| gurmukhi                | ੦ | ੧ | ੨ | ੩ | ੪ | ੫ | ੬ | ੭ | ੮ | ੯ |
| gudżarati               | ૦ | ૧ | ૨ | ૩ | ૪ | ૫ | ૬ | ૭ | ૮ | ૯ |
| orija                   | ୦ | ୧ | ୨ | ୩ | ୪ | ୫ | ୬ | ୭ | ୮ | ୯ |
| tamilskie               | ௦ | ௧ | ௨ | ௩ | ௪ | ௫ | ௬ | ௭ | ௮ | ௯ |
| telugu                  | ౦ | ౧ | ౨ | ౩ | ౪ | ౫ | ౬ | ౭ | ౮ | ౯ |
| kannada                 | ೦ | ೧ | ೨ | ೩ | ೪ | ೫ | ೬ | ೭ | ೮ | ೯ |
| malajalam               | ൦ | ൧ | ൨ | ൩ | ൪ | ൫ | ൬ | ൭ | ൮ | ൯ |
| tajskie                 | ๐ | ๑ | ๒ | ๓ | ๔ | ๕ | ๖ | ๗ | ๘ | ๙ |
| laotańskie              | ໐ | ໑ | ໒ | ໓ | ໔ | ໕ | ໖ | ໗ | ໘ | ໙ |
| tybetańskie             | ༠ | ༡ | ༢ | ༣ | ༤ | ༥ | ༦ | ༧ | ༨ | ༩ |
| birmańskie              | ၀ | ၁ | ၂ | ၃ | ၄ | ၅ | ၆ | ၇ | ၈ | ၉ |
| khmerskie               | ០ | ១ | ២ | ៣ | ៤ | ៥ | ៦ | ៧ | ៨ | ៩ |
| mongolskie              | ᠐ | ᠑ | ᠒ | ᠓ | ᠔ | ᠕ | ᠖ | ᠗ | ᠘ | ᠙ |
| limbu                   | ᥆ | ᥇ | ᥈ | ᥉ | ᥊ | ᥋ | ᥌ | ᥍ | ᥎ | ᥏ |
| nowe pismo tai lue      | ᧐ | ᧑ | ᧒ | ᧓ | ᧔ | ᧕ | ᧖ | ᧗ | ᧘ | ᧙ |